# Staudernheim
Staudernheim település Németországban, Rajna-vidék-Pfalz tartományban. Lakosainak száma 1364 fő (2023. december 31.).

## Népesség
A település népességének változása:
| Lakosok száma | 1544 | 1370 | 1370 | 1398 | 1367 | 1364 |
|               | 1975 | 2017 | 2019 | 2021 | 2022 | 2023 |